# ایروکس
ایروکس (به فرانسوی: Airoux) یک کامین در فرانسه است که در Canton of Castelnaudary-Nord واقع شده‌است.

## خصوصیات
ایروکس ۵٫۴۹ کیلومترمربع مساحت و ۱۲۶ نفر جمعیت دارد و ۱۹۲ متر بالاتر از سطح دریا واقع شده‌است.